# Iso-Kaituri
Iso-Kaituri eller Kaiturinlampi är en sjö i Finland. Den ligger i kommunen Kangasniemi i landskapet Södra Savolax, i den södra delen av landet, 240 km norr om huvudstaden Helsingfors. Iso-Kaituri ligger 126,2 meter över havet. Arean är 1,63 kvadratkilometer och strandlinjen är 14,39 kilometer lång. Sjön  ingår i Kymmene älvs huvudavrinningsområde.   Den ligger vid sjön Lääminkijärvi. I omgivningarna runt Iso-Kaituri växer i huvudsak barrskog.
I övrigt finns följande i Iso-Kaituri:
- Selkäsaari (en ö)
- Ruumissaari (en ö)